# Caroline Reuß zu Greiz
Caroline Elisabeth Ida Reuß zu Greiz (* 13. Juli 1884 in Greiz; † 17. Januar 1905 in Weimar) war eine Prinzessin Reuß zu Greiz und durch Heirat Großherzogin von Sachsen-Weimar-Eisenach.

## Leben

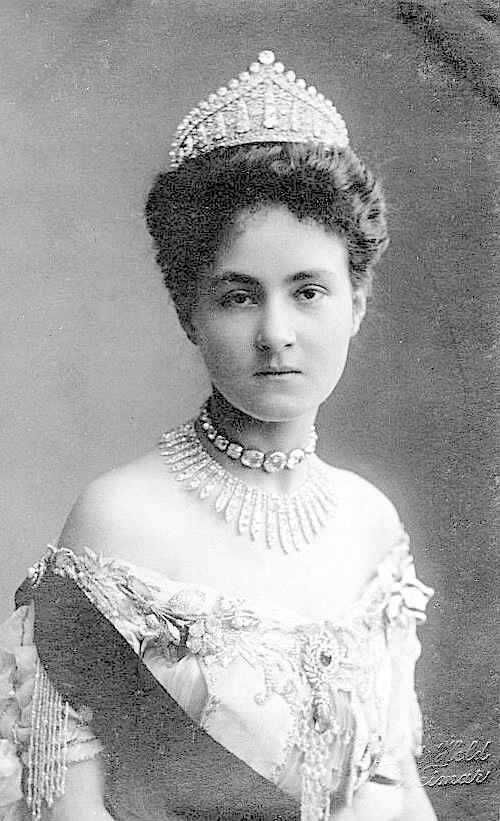
Prinzessin Caroline Reuß zu Greiz, Großherzogin von Sachsen-Weimar-Eisenach

Prinzessin Caroline war eine Tochter des Fürsten Heinrich XXII. Reuß zu Greiz (1846–1902) aus dessen Ehe mit Ida (1852–1891), Tochter des Fürsten Adolf I. zu Schaumburg-Lippe.

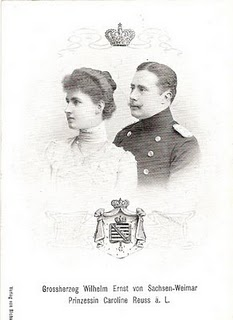
Prinzessin Caroline Reuß zu Greiz und ihr Ehemann Großherzog Wilhelm Ernst von Sachsen-Weimar-Eisenach

Caroline heiratete am 30. April 1903 in Bückeburg Großherzog Wilhelm Ernst von Sachsen-Weimar-Eisenach (1876–1923). Zu dieser Zeit war sie bereits Waise und ihr Bruder regierungsunfähig, weshalb die Hochzeit von den Verwandten in Bückeburg ausgerichtet wurde. Bei der Hochzeit war neben Königin Wilhelmina der Niederlande auch Kaiser Wilhelm II. anwesend.
Caroline hatte sich gegen dieses Eheprojekt gewehrt. Vermutlich war sie davor, wie ihre beiden älteren Schwestern, mit einem Mann unter ihrem Stand liiert gewesen. Beim Polterabend behandelte sie ihren Bräutigam so schlecht, dass er beim Kaiser vorsprach, um vom Eheprojekt zurückzutreten. Der verbat sich aber diesen Eklat und befahl dem Großherzog als oberster Kriegsherr: „Geheiratet wird!“ Der Kaiser soll Wilhelm Ernst geschrieben haben: „Wenn ich, der Deutsche Kaiser, zu Deiner Hochzeit herkomme, dann kannst Du am Abend vorher nicht erklären, Du wolltest nicht heiraten. Du hast mit Deinem Fahneneid Treue gelobt, und ich befehle Dir dass Du morgen heiratest.“

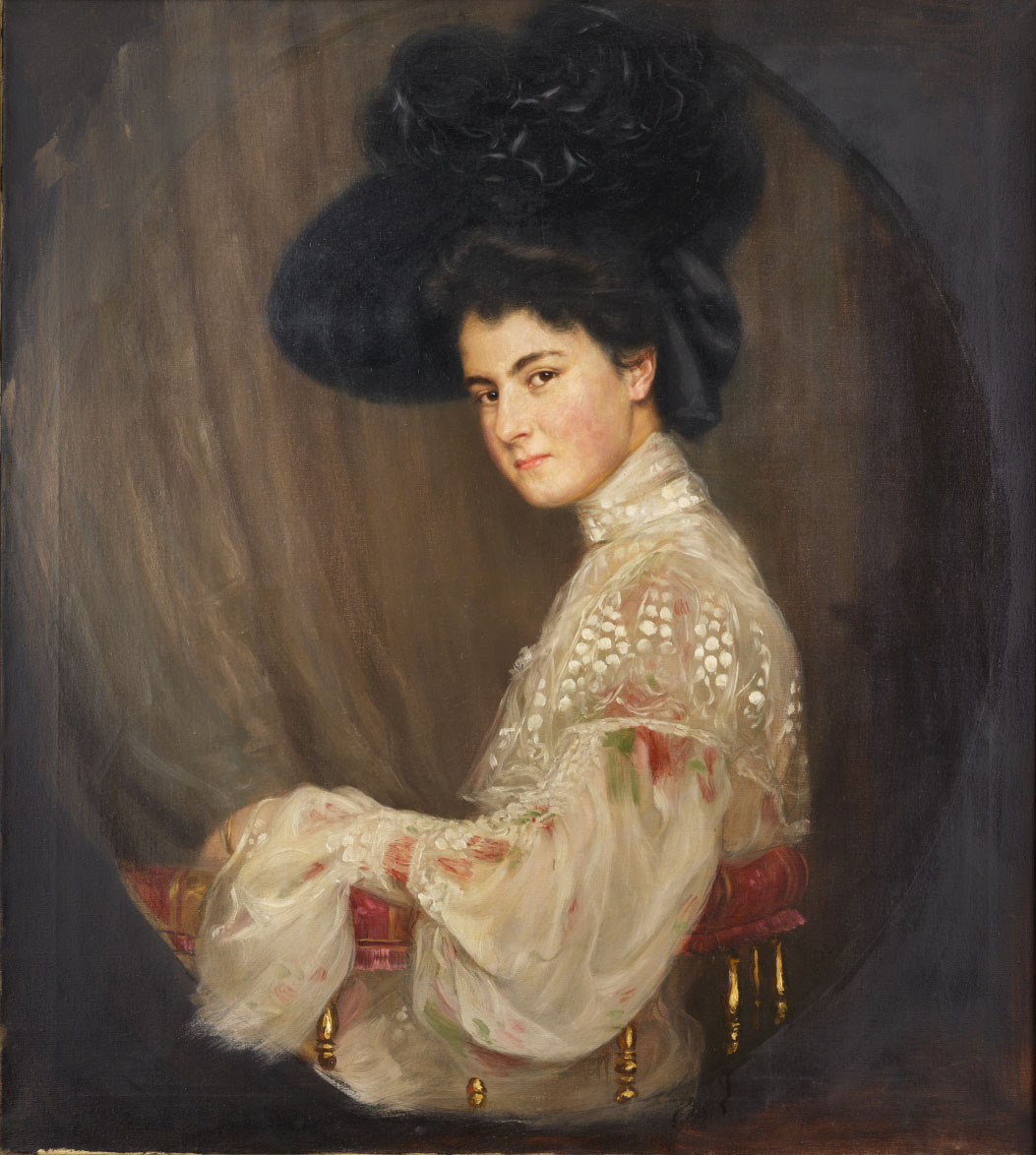
Caroline Großherzogin von Sachsen-Weimar-Eisenach. Porträt: Hans Olde

Die kinderlos bleibende Ehe mit dem cholerischen Wilhelm Ernst gestaltete sich höchst unglücklich. Es kam zu heftigen Szenen; Caroline dachte an Flucht und verfiel in Depressionen. Nach Offenbarwerden ihres Planes, Weimar heimlich zu verlassen, wurden ihre Vertrauten, ihre Hofdame Gräfin Anni von Bernstorff und ihr Oberhofmeister Graf Medem entfernt. Wegen ihres sozialen und karitativen Wirkens wurde Caroline in der Bevölkerung als „Stern von Weimar“ bezeichnet. Mit ihrer Unterstützung wurde der Weimarer Künstlerbund mit Max Liebermann, Max Klinger und Harry Graf Kessler gegründet. Caroline galt als Förderin von Henry van de Velde.

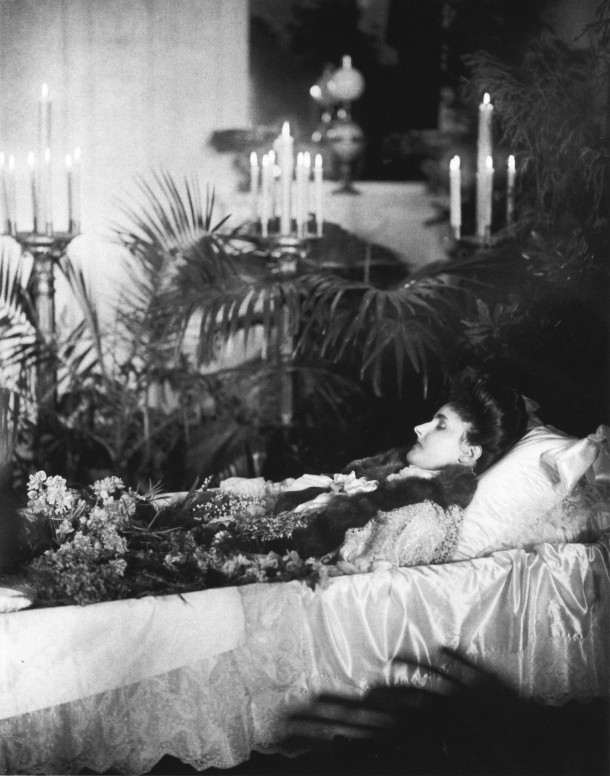
Caroline von Sachsen-Weimar-Eisenach auf dem Totenbett: Die Veröffentlichung dieses Fotos kostete Louis Held 1905 seinen Titel als Großherzoglicher Hofphotograph.

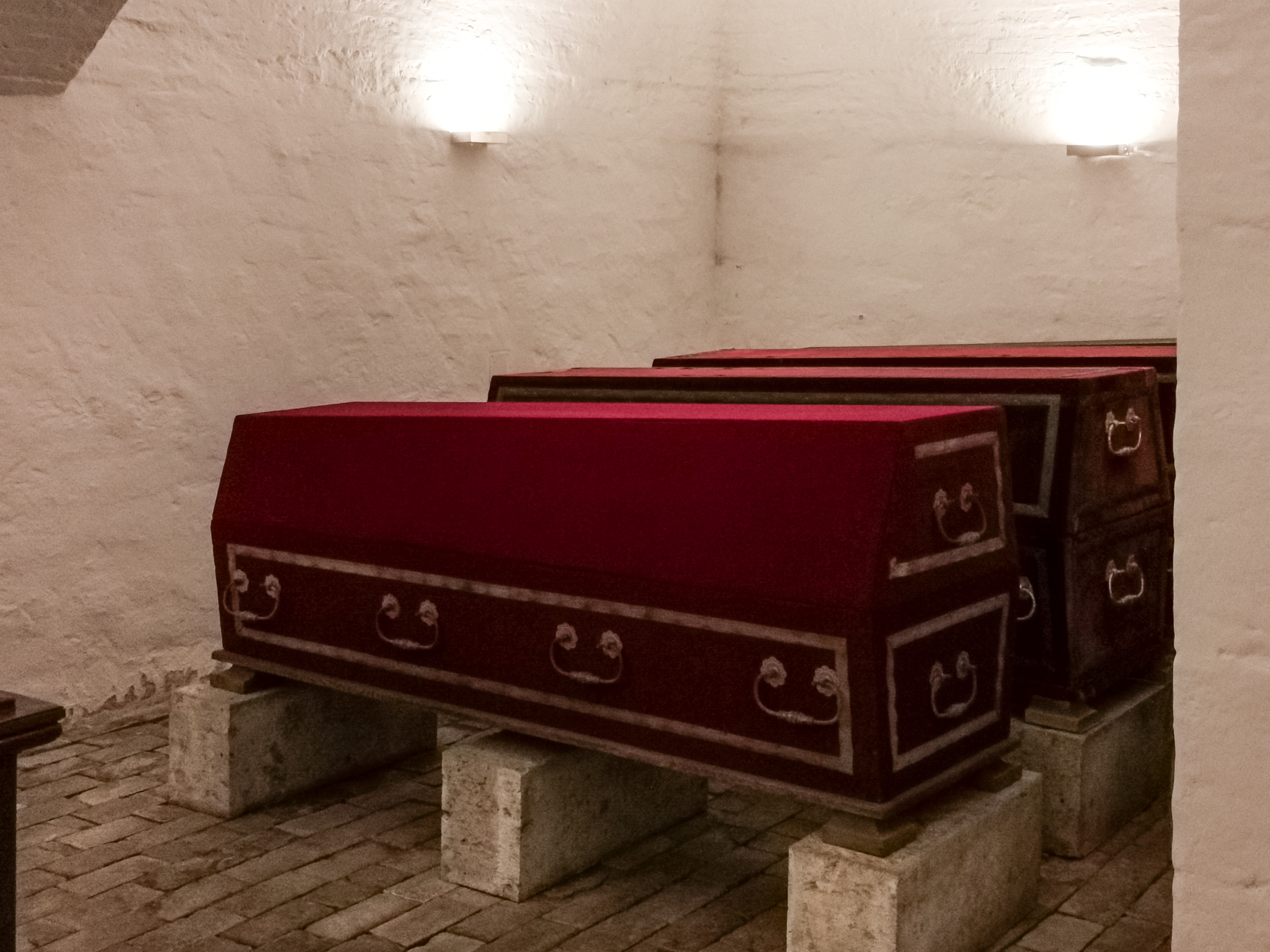
Sarg in der Fürstengruft (vorn)

Der Leichenzug von Großherzogin Caroline passiert das Goethehaus in Weimar

Caroline starb erst 20-jährig eineinhalb Jahre nach der Hochzeit – offiziell an einer schweren Lungenentzündung. Verschiedene Quellen gehen aber davon aus, dass sich die Großherzogin das Leben genommen hat. Caroline wurde als letztes Mitglied des Hauses Sachsen-Weimar in der Weimarer Fürstengruft bestattet. Harry Graf Kessler schrieb über das Paar im Jahr 1903, noch vor seinem Zerwürfnis mit Wilhelm Ernst: „Die Grossherzogin naiv und spontan im Kunstgenuss; zuerst immer kleiner Kampf zwischen Etikette und impulsiver Hingabe; diese dann immer siegreich. Grosse Natürlichkeit. Der Grossherzog ist überlegt und kälter, aber aufmerksam und entschlossen, mitzugehen.“

## Würdigungen

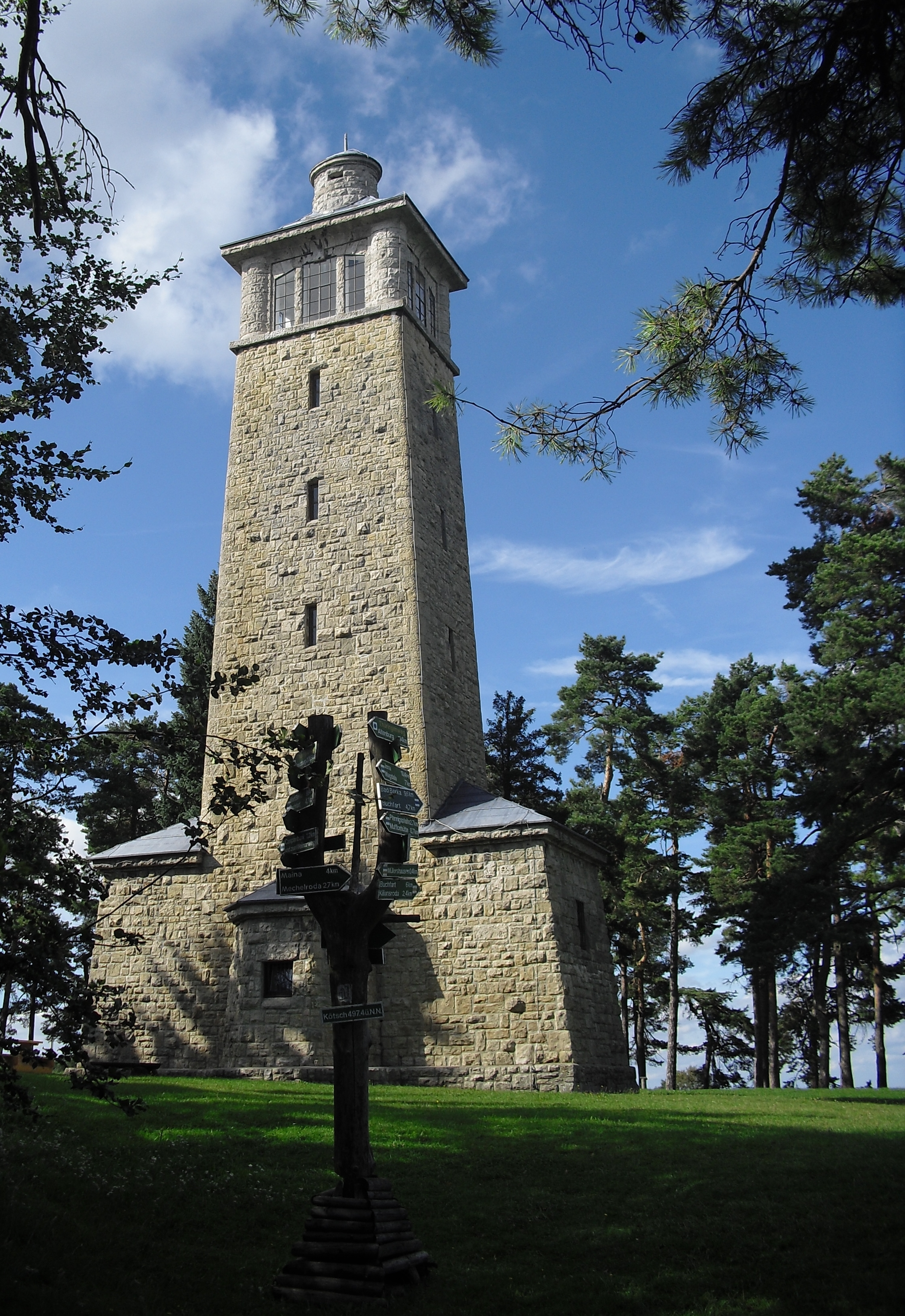
Carolinenturm auf dem Kaitsch unweit von Weimar

Benannt nach der Großherzogin sind das Carolinenheim in Apolda, die dort abzweigende Carolinenstraße, der Carolinenturm auf dem Kötsch nahe Weimar, die Carolinenpromenade in Weimar und die Carolinenbrücke in Eisenach.
Im Jahre 1905 wurde in Eisenach die Kurbad Eisenach GmbH gegründet: Die Gesellschaft erwarb die Nutzungsrechte für die als Großherzogin-Karolinen-Quelle gefasste Mineralwasserquelle bei Wilhelmsglücksbrunn. Am 8. Juli 1906 wurde der Kurbetrieb mit der eigens dafür errichteten Wandelhalle Eisenach eröffnet, dessen Heilwasser vom Quellort, der Karolinen-Quelle, durch eine 14 Kilometer lange Wasserleitung dorthin gepumpt wurde. Der Kurbetrieb wurde 1938 eingestellt.